# Piotrek Wasilewski
Piotrek Wasilewski (født 29. august 1987 i Toruń) er en dansk/polsk bassist og komponist. Han er mest kendt som medlem af rockbandet Dúné, der har opnået stor succes i ind- og udland med deres blanding af rockmusik og elektroniske elementer, flere store hits samt de energiske koncerter.

## Historie
Wasilewski blev født i 1987 i den centralt-nordlige by Toruń i Województwo kujawsko-pomorskie. Han er opvokset med forældre som var meget aktive indenfor klassisk musik, og derfor fik han også undervisning i klassisk klaver og klassisk guitar. I sommeren 1999, som 12-årig, flyttede han sammen med familien til Skive i Danmark.

### Dúné
Inden Piotrek Wasilewski havde forladt folkeskole og gymnasium blev han i 2002 medlem af rockgruppen Dúné som bassist, som på dette tidspunkt kaldte sig "The Black Headed Gulls". Wasilewski blev sammen med klassekammeraten Cecilie Dyrberg medlem nummer fire og fem, da de indtrådte i bandet på samme tid. På dette tidpunkt havde han aldrig før spillet på bas. Wasilewski var og er det ældste medlem af bandet.
Inden at studenterhuen var trukket over hovedet var Wasilewski sammen med resten af Dúné på en omfattende Europaturné, som opfølgning på bandets succes med debutpladen We Are In There You Are Out Here, som udkom i foråret 2007. På dette tidspunkt og to år frem blev bandet fulgt af filminstruktør Uffe Truust, der lavede filmen Stages som udkom i 2009. Han dimitterede med studentereksamen fra Viborg Katedralskole i 2007. 
Efter endt skolegang flyttede han sammen med resten af medlemmerne i Dúné til København, for at være tættere på det musiske miljø i hovedstaden. I juli 2009 blev teltpælene atter rykket op, da hele bandet flyttede til Berlin. På Wild Hearts Tour i 2013 spillede Piotrek Wasilewski både bas og synthesizer, ligesom han fungerede som kor.

### Andre
I sommeren 2012 deltog Wasilewski i projektet på JOHANNs nye album, ligesom han har lavet forskellige ting for Far Away From Fiji.
I foråret og sommeren 2014 spillede Wasilewski sammen med sangerinde Stine Bramsen, på hendes solotourné rundt i landet.
Siden sommeren 2013 har Wasilewski ved siden af musikken studeret på Københavns Universitet.